# Kanton Matignon
Der Kanton Matignon (bretonisch: Kanton Matignon) war bis 2015 ein französischer Wahlkreis im Arrondissement Dinan, im Département Côtes-d’Armor und in der Region Bretagne; sein Hauptort war Matignon.

## Gemeinden
| Gemeinde             | Bretonisch           | Einwohner (2014) | Fläche (km²) | Code postal | Code Insee |
| -------------------- | -------------------- | ---------------- | ------------ | ----------- | ---------- |
| La Bouillie          | Ar Vezvid            | 852              | 10.91        | 22240       | 22012      |
| Fréhel               | Frehel               | 1547             | 32.64        | 22240       | 22179      |
| Hénanbihen           | Henant-Bihan         | 1401             | 31.65        | 22550       | 22076      |
| Hénansal             | Henant-Sal           | 1160             | 29.00        | 22400       | 22077      |
| Matignon             | Matignon             | 1643             | 14.53        | 22550       | 22143      |
| Pléboulle            | Pleboull             | 768              | 14.10        | 22550       | 22174      |
| Plévenon             | Plevenon             | 772              | 13.76        | 22240       | 22201      |
| Ruca                 | Ruskad               | 589              | 12.13        | 22550       | 22268      |
| Saint-Cast-le-Guildo | Sant-Kast-ar-Gwildoù | 3432             | 22.63        | 22380       | 22282      |
| Saint-Denoual        | Sant-Denwal          | 428              | 8.61         | 22400       | 22286      |
| Saint-Pôtan          | Sant-Postan          | 797              | 19.89        | 22550       | 22323      |
| Kanton               | Matignon             | 13.389 (2012)    | 196.09       | -           | 2224       |

## Bevölkerungsentwicklung
| 1962   | 1968   | 1975   | 1982   | 1990   | 1999   | 2006   | 2012   |
| ------ | ------ | ------ | ------ | ------ | ------ | ------ | ------ |
| 12.673 | 12.535 | 12.323 | 12.454 | 12.109 | 11.919 | 12.674 | 13.389 |